# ماكس دبليو. هيك
ماكس دبليو. هيك هو قاضي وسياسي أمريكي، ولد في 9 يونيو 1869، وتوفي في 18 أكتوبر 1938. نشط حزبياً في الحزب الجمهوري. وقد انتخب عضو مجلس ولاية ويسكونسن ‏.